# Le bizzarre avventure di JoJo
Le bizzarre avventure di JoJo (ジョジョの奇妙な冒険?, Jojo no kimyō na bōken) è un manga scritto e disegnato da Hirohiko Araki, pubblicato in Giappone dal 2 dicembre 1986 sulla rivista shōnen Weekly Shōnen Jump della casa editrice Shūeisha e dal 2005 sul mensile seinen Ultra Jump. In Italia è pubblicato dalla Star Comics dal novembre 1993. L'opera è divisa in parti, e la nona ha iniziato la serializzazione il 17 febbraio 2023. Il manga è stato adattato in due serie di OAV complementari, realizzate tra il 19 novembre 1993 e il 25 gennaio 2002, per un totale di 13 episodi, tutti incentrati sulla terza parte. Dal 6 ottobre 2012 al primo dicembre 2022 David Production adatta le prime sei parti del manga in una serie anime. 
La storia è articolata intorno alle peripezie della famiglia Joestar; ciascuna delle nove parti si sofferma sulle avventure di uno dei suoi discendenti, e ognuna si svolge in un diverso momento storico. Tutti i protagonisti ottengono in una maniera o nell'altra il nomignolo "JoJo". In tutta l'opera è presente una quantità innumerevole di citazioni musicali e cinematografiche, inizialmente velate e nascoste, e successivamente sempre più palesi.

## Trama
La storia narra l'epopea del casato Joestar in lotta contro il potente e malvagio vampiro Dio Brando (diventato tale grazie a un'antica maschera) e le conseguenze delle sue azioni attraverso un arco temporale che oltrepassa i secoli. L'opera è suddivisa in nove parti, ciascuna delle quali caratterizzata da personaggi, ambientazioni e tematiche differenti.
Parte 1 Phantom Blood (ファントムブラッド?, Fantomu Buraddo)
Liverpool, Inghilterra di fine XIX secolo.
Jonathan Joestar è l'unico erede del casato Joestar, il cui maggiore esponente è suo padre, il ricco lord George Joestar I. Questi adotta Dio Brando, coetaneo di Jonathan e figlio di Dario Brando, uno sbandato che anni prima aveva tentato di derubarlo a seguito di un incidente e che lui crede gli abbia salvato la vita, in segno di riconoscimento dopo la sua morte per malattia. Dio, la cui vera indole è ambiziosa e perversa, vuole in realtà impadronirsi della fortuna dei Joestar, cercando nei primi mesi di convivenza di distruggere la vita del fratello adottivo e, sette anni dopo, di uccidere il padre adottivo con lo stesso veleno utilizzato per uccidere il proprio padre, che il ragazzo odiava più di ogni cosa per l'atteggiamento violento e abusivo che aveva nei suoi confronti e in quelli di sua madre. Scoperto e messo alle strette da Jonathan e dal brigante di strada Robert E.O. Speedwagon, Dio usa su di sé la "Maschera di Pietra", un portentoso artefatto di origine azteca acquistato in passato dai Joestar in grado di trasformare un qualunque umano in un vampiro immortale, il cui unico punto debole è la luce solare. Per affrontarlo, Jonathan apprende la tecnica delle "onde concentriche", un tipo misterioso di energia simile alle onde emanate dal sole, dal misterioso avventuriero Will Antonio Zeppeli, anch'egli alla ricerca della maschera per distruggerla, grazie alla quale può scontrarsi con zombie e cavalieri medievali evocati da Dio Brando fino allo scontro finale con il nemico: qui JoJo risulta vittorioso e, credendo di aver vendicato il padre e gli alleati caduti contro il vampiro, riesce finalmente a sposarsi con l'amica d'infanzia Erina Pendleton e a partire con lei in luna di miele per l'America. Sulla nave irrompe però il redivivo Dio, che per sopravvivere era riuscito a separare la testa dal corpo ormai inutilizzabile; JoJo muore nella lotta, mentre il battello viene distrutto da un'esplosione, da cui sopravvivono Erina e una bambina da lei salvata, ritrovate due giorni dopo a bordo di una bara rimasta intatta nell'incidente.
Parte 2 Battle Tendency (戦闘潮流?, Sentō chōryū)
L'anno è il 1938. Joseph Joestar, nipote di Erina Pendleton e figlio del bambino concepito da quest'ultima prima della morte di Jonathan Joestar, si è appena trasferito su richiesta dell'anziano Speedwagon a New York. In Messico e a Roma è stata infatti scoperta l'esistenza di misteriosi esseri inglobati nella pietra che secondo una profezia stanno per risvegliarsi: Santana, Whamoo, Eisidisi e Kars, gli Uomini del Pilastro, unici membri di una razza estinta di esseri simili a vampiri. Precursori dei ben più primitivi umani e creatori delle maschere di pietra, il loro obiettivo è impadronirsi della Pietra Rossa dell'Aja, necessaria per il funzionamento di una speciale maschera in grado di renderli immuni alle uniche due cose che possono danneggiarli, i raggi solari e le onde concentriche. Joseph è stato chiamato proprio perché dotato della capacità innata di generare onde concentriche, con le quali dopo aver messo fuori gioco Santana cerca invano di distruggerli, per cui con l'aiuto di Caesar Antonio Zeppeli (nipote di Will A. Zeppeli) e della misteriosa Lisa Lisa, in realtà la madre sotto falsa identità di JoJo, si allena a Venezia per affinare il potere ereditato dal nonno e sconfiggere i tre temibili avversari. Uscito vittorioso contro i primi due nonostante la tragica morte di Caesar, Joseph si prepara all'ultimo scontro anche grazie all'improbabile aiuto dei Nazisti e di Speedwagon. Ma Kars, l'ultimo degli Uomini del Pilastro, riesce a indossare la maschera provvista di Pietra dell'Aja e a diventare l'Essere Supremo, una specie di mostro quasi onnipotente e completamente immortale e invulnerabile. Joseph riesce a sconfiggerlo solo scagliandolo nello spazio a velocità di fuga, sfruttando l'eruzione di Vulcano: incapace di tornare sulla Terra e allo stesso tempo di morire, Kars impazzisce fino a perdere la facoltà del pensiero.
Parte 3 Stardust Crusaders (スターダストクルセイダース?, Sutādasuto Kuruseidāsu)
La storia prende parte nel 1988 con la notizia che Dio Brando, dato per morto dopo lo scontro finale con Jonathan Joestar al termine della prima serie, è in realtà ancora vivo: la sua testa, staccatasi dal corpo, riuscì negli ultimi attimi prima dell'esplosione ad appropriarsi del corpo di Jonathan per poi rinchiudersi nel doppio fondo della bara utilizzata da Erina per salvarsi e sprofondare nell'abisso marino. Un secolo dopo la bara viene recuperata e portata in superficie da un gruppo di incauti marinai, riportandolo al mondo. Il nuovo JoJo, Jotaro Kujo, nipote giapponese dell'ultrasessantenne Joseph Joestar, scopre di essere un portatore di "stand", un'estensione del corpo e della mente del suo portatore, generata dalla sua stessa energia vitale. Questo potere si è risvegliato in tutti i discendenti diretti della famiglia Joestar dai "segnali di pericolo" inviati dal corpo di Jonathan Joestar, di cui Dio Brando si è impadronito, dopo che questi è riuscito a sviluppare in qualche modo il suo potere. Lo stand, i cui poteri differiscono da persona a persona, viene controllato con successo da Jotaro e Joseph, ma rischia di uccidere Holly Joestar, la madre di Jotaro e figlia di Joseph, poiché priva della forza d'animo necessaria a controllarlo: l'unico rimedio per evitare la morte e riportare lo stand a uno stadio dormiente è uccidere la fonte del male, Dio Brando, che dimora in un antico palazzo de Il Cairo, in Egitto. Inizia così un avventuroso viaggio dal Giappone fino all'Egitto attraverso l'Asia, nel quale Jotaro, Joseph e il loro gruppo di alleati portatori di stand, ossia lo studente giapponese Noriaki Kakyoin, l'indovino egiziano Mohammed Abdul, lo spadaccino francese Jean Pierre Polnareff e il Boston Terrier Iggy, affrontano numerosi portatori di stand seguaci di Dio, con poteri chiamati come gli Arcani maggiori dei Tarocchi e nove divinità egizie. Lo scontro finale con Dio e il suo The World, in grado di fermare il tempo, vede vittorioso Jotaro e il suo Star Platinum, che vendica la morte dei suoi alleati Abdul, Iggy e Kakyoin disintegrando il corpo del nemico e spezzando la maledizione che grava sulla madre.
Parte 4 Diamond Is Unbreakable (ダイヤモンドは砕けない?, Daiyamondo wa kudakenai)
Siamo nel 1999 e il nuovo protagonista è Josuke Higashikata, studente liceale e figlio illegittimo dell'attempato Joseph Joestar. Recatosi nella fittizia cittadina giapponese di Mōrio-Cho per metterlo in guardia da un'oscura minaccia che incombe sulla città, Jotaro incontra questo suo zio di soli sedici anni e gli insegna ad avvalersi del suo potere stand Crazy Diamond, generato anch'esso dai "segnali" emanati dal corpo di Jonathan. Nella piccola cittadina Jotaro e Josuke vanno alla ricerca dell'Arco e delle Frecce, misteriosi artefatti con il potere di risvegliare il potere Stand di chi ne viene trafitto, originariamente in possesso di Dio e di vari uomini di fiducia grazie al quale hanno potuto risvegliare i propri stand e quelli dei loro alleati, per evitare che rimangano nelle mani sbagliate: molti cittadini di Mōrio-Cho hanno infatti cominciato a sviluppare poteri stand, stavolta chiamati come canzoni e gruppi musicali, per le mire egoistiche dei proprietari delle frecce. Tra questi c'è Yoshikage Kira, un serial killer dotato dello stand Killer Queen, che ossessionato dall'idea di un'esistenza tranquilla ha inscenato per tutta la vita una falsa mediocrità per essere "lasciato in pace". Ormai scoperto da Josuke e i suoi amici e incapace di tornare alla vita di prima, questo desiderio lo porta addirittura a rubare l'identità del mediocre Kosaku Kawajiri, padre di famiglia tenuto in bassa considerazione sia dalla moglie Shinobu che dal figlio Hayato, il quale però comincia a dubitare del capofamiglia. Per evitare che la copertura salti Kira si fa colpire nuovamente dalla freccia, sviluppando un potere che gli permetta di sbarazzarsi di chiunque scopra la verità su di lui tramite la creazione di un anello temporale, ma viene sconfitto dall'arguzia di Hayato e la forza di Josuke e dei suoi alleati.
Parte 5 Vento Aureo (黄金の風?, Ōgon no kaze)
2001, Italia. Giorno Giovanna, portatore dello stand Gold Experience e figlio che Dio Brando ha concepito usando il corpo di Jonathan Joestar, ha ereditato i valori e lo spirito dei Joestar e aspira a diventare il più importante boss mafioso, o una "Gang-Star", come dice lui, per controllare la criminalità della città di Napoli e porre fine alle molte ingiustizie che coinvolgono innocenti, come il traffico di droga. Diventa a tale scopo un membro di "Passione", un'organizzazione mafiosa di cui molti esponenti possiedono uno stand, entrando in una squadra composta dal testardo pistolero Guido Mista, l'irruento e ingenuo Narancia Ghirga, l'acido ex-poliziotto Leone Abbacchio, il razionale ma irascibile Fugo Pannacotta e il capo Bruno Bucciarati, che confida nella forza del giovane. In un primo momento Giorno e il suo gruppo obbediscono agli ordini del Boss con il compito di proteggere sua figlia, Trish Una, dai membri della Squadra Esecuzioni, che vorrebbero sfruttarla per scoprire la vera identità del misterioso e sfuggente padre. In seguito, però, scoprono che questi in realtà vuole ucciderla proprio perché ultimo elemento che permetta di rintracciarlo e tagliarsi quindi fuori dal resto del mondo e dal pericolo di essere trovato; il suo stand King Crimson è l'apoteosi di questo desiderio, poiché gli permette di farla sempre franca cancellando dalla percezione altrui qualunque azione voglia compiere e sfuggire al fato. Giorno, Trish - che nel frattempo risveglia pure lei il suo stand - e i loro compagni devono così scappare dal boss e dall'Unità Speciale, una squadra di sicari rimasta fedele al boss pronta a tutto pur di ucciderli. Aiutati da un personaggio proveniente dal passato, il francese Jean-Pierre Polnareff, si viene a sapere di più sulle Frecce della serie precedente: queste furono create anni addietro dal metallo proveniente da un meteorite abitato da un virus alieno in grado di uccidere istantaneamente o donare poteri a chi viene colpito, e si scopre che Jotaro e Polnareff erano consapevoli della loro esistenza (ma non dei loro poteri) e ne erano alla ricerca da anni. Quest'ultimo offre il proprio aiuto al gruppo rivelando loro che, colpendo con la freccia il proprio stand, se ne ottiene una versione potenziata dal nome di Requiem. Diavolo, il Boss, emerge finalmente dall'oscurità che si è creato attorno per possedere il potere di Requiem, ma la freccia sceglie Giorno, che annienta il suo nemico spedendolo in un limbo di morti infinite con il suo Gold Experience Requiem, e diventa così il nuovo boss di Passione.
Parte 6 Stone Ocean (ストーンオーシャン?, Sutōn Ōshan)
La vicenda è ambientata in Florida nel 2011 e racconta di come Jolyne Kujo, figlia di Jotaro Kujo, rimanga invischiata in un complotto ordito da un vecchio alleato di Dio Brando e venga imprigionata nel carcere di massima sicurezza di Green Dolphin Street, conosciuto anche come "L'Acquario", dove conosce un bambino di nome Emporio che gli rivela l'esistenza di White Snake, uno stand in grado di prelevare sotto forma di dischi i ricordi e i poteri delle persone. Il cappellano del carcere, Padre Enrico Pucci, amico del defunto Dio Brando e proprietario di White Snake, intende infatti attirare Jotaro nel carcere per estrarne i ricordi: nella memoria dell'uomo è infatti conservato il ricordo di un diario scritto dal vampiro che spiega come raggiungere uno stato mentale che lui definisce Paradiso, un mondo dove tutti sono consapevoli delle loro azioni future e di ciò che il fato serba per loro. Nonostante gli sforzi di Jolyne, del suo potere Stone Free e dei suoi alleati nel recuperare i ricordi e lo stand del padre, Pucci finisce con l'impossessarsi del potere che Dio tanto agognava fondendosi con il neonato verde, una sorta di reincarnazione di questi. Dopo numerosi combattimenti tra stand fuori e dentro la prigione, si arriva allo scontro finale nel quale il prete riesce con il suo nuovo potere Made in Heaven a uccidere Jolyne, Jotaro e i loro compagni eccetto Emporio, e ad accelerare il tempo fino a creare un nuovo universo dove ogni essere vivente sopravvissuto all'accelerazione ha una completa consapevolezza del proprio destino e dove nessuno di coloro che ha ucciso, sostituiti da controparti leggermente diverse, può dare fastidio al cappellano. Emporio, entrato in possesso del potere stand di Weather Report, fratello di Pucci, riesce però a fare infine fuori il malvagio prete. Senza Pucci a controllare il potere, però, si viene a creare un ulteriore universo in cui ogni evento passato è rimasto intatto ma dove il prete non è mai esistito: l'assenza della sua influenza negativa sulla famiglia Joestar e su tutti i personaggi della sesta parte ha permesso la creazione di controparti di essi con una vita decisamente migliore, e in cui il nomignolo "JoJo" non è più necessario per i nuovi discendenti della famiglia.
Parte 7 Steel Ball Run (スティール・ボール・ラン?, Sutīru Bōru Ran)
La storia si svolge negli Stati Uniti d'America di fine XIX secolo durante una folle corsa a cavallo chiamata "Steel Ball Run", in un universo differente rispetto a quello delle parti 1-6. La gara a tappe, organizzata dal promotore Steven Steel, parte da San Diego e arriva a New York per una lunghezza totale di circa seimila chilometri, e propone un ricchissimo premio di 50 milioni di dollari per il vincitore. Fra coloro che vi prendono parte figurano anche un certo Johnny Joestar, ex fantino ora paraplegico, e J.Lo Zeppeli, rampollo di una stirpe nobiliare del Regno di Napoli in Italia, che insegna a Johnny come utilizzare la Rotazione Aurea, controparte di questo universo delle Onde Concentriche, che avrebbe permesso a Johnny di riutilizzare le sue gambe. Nel corso dell'opera vengono scoperti gli interessi reali per i quali è stata finanziata la gara: attraverso di essa, il Presidente degli Stati Uniti Funny Valentine intende infatti recuperare tutte le parti di una reliquia sacra dai grandi poteri, sottintesa essere il cadavere di Gesù Cristo, per risollevare le sorti del paese e portarlo a una nuova era di pace e prosperità a discapito del resto del mondo. Johnny viene a conoscenza del potere dei resti, che gli conferiscono lo stand Tusk, e scopre che se recuperati tutti avrebbe potuto camminare di nuovo. Anche altri concorrenti decidono di ottenere i resti per sé, di volta in volta alleandosi od opponendo Johnny e J.Lo, tra cui il fantino inglese Diego Brando, la misteriosa Hot Pants - in realtà una suora mandata in missione dal Vaticano - e il nobile napoletano decaduto Wekapipo, che tuttavia periscono per mano del Presidente, il cui stand gli permette di viaggiare tra universi paralleli. Una volta recuperati e fusi i resti con il corpo di Lucy Steel, moglie quattordicenne di Steven Steel, Funny Valentine attiva il loro potere e uccide J.Lo Zeppeli, ma viene sconfitto dalla massima potenza della Rotazione di Johnny Joestar, che sblocca il massimo grado del suo stand (Tusk ACT 4). Appena prima di morire, Valentine porta nel mondo una versione alternativa di Diego Brando che usa il suo stand per ostacolare Johnny Joestar durante l'ultima tappa della gara. La gara viene ufficialmente vinta da Diego Brando che però, portando i resti sacri in un bunker segreto come istruito dal Presidente, viene fatto fuori da Lucy Steel usando la testa mozzata del Diego originale, facendo sì che le due teste si distruggano a vicenda. Diego viene ufficialmente dato per disperso e la Steel Ball Run viene vinta a tavolino dal fortunato Pocoloco. Classificatosi quinto, Johnny si imbarca su un transatlantico per riportare la salma di J.Lo alla famiglia.
Parte 8 JoJolion (ジョジョリオン?, Jojorion)
2011, Mōrio-Cho, nell'universo alternativo di Steel Ball Run. In seguito al terremoto di Sendai a un centinaio di metri dalle coste della città sono spuntati dal sottosuolo dei muri di terra denominati dagli abitanti "Muri degli Occhi". Una ragazza di nome Yasuho Hirose soccorre e dissotterra un misterioso ragazzo nudo, confuso e mezzo sepolto. Privo di casa e ricordi, quest'ultimo viene adottato con il nome Josuke dal ricco Norisuke Higashikata IV e dalla sua famiglia. Josuke scopre di essere un ibrido di due persone differenti: il defunto Yoshikage Kira, discendente di Johnny Joestar, e il suo amico Josefumi Kujo. Yoshikage e Josefumi stavano cercando di usare il Rokakaka - un frutto che, se mangiato, fa scattare un fenomeno chiamato "scambio equivalente", in cui viene istantaneamente guarita una qualsiasi ferita in cambio della trasformazione in pietra di una parte casuale del corpo - per guarire una misteriosa malattia che aveva colpito Holly Joestar-Kira, madre di Yoshikage, che la stava trasformando lentamente in pietra e mandandola in coma. I due amici avevano creato una nuova varietà di Rokakaka, che usa il corpo di un'altra persona come collaterale per lo scambio. Josuke decide di finire ciò che Josefumi e Yoshikage avevano iniziato: recuperare il nuovo Rokakaka per salvare Holly. I primogeniti della famiglia Higashikata sono colpiti dalla stessa malattia di Holly, e Tsurugi, figlio di Jobin e nipote di Norisuke IV, è il prossimo ad essere colpito da questa "maledizione". Jobin intende impossessarsi del nuovo Rokakaka per guarire Tsurugi e salvare la stirpe Higashikata, mentre sulla pianta convergono anche i misteriosi Uomini di Roccia. Josuke si allea con Rai Mamezuku, esperto di piante di fiducia dell'azienda Higashikata, per recuperare la pianta di Rokakaka, di cui però si impossessa segretamente Jobin. Josuke e Rai cercano Satoru Akefu, direttore sanitario dell'ospedale locale e presunto capo degli Uomini di Roccia, ma vengono continuamente colpiti da fenomeni nefasti (detti "calamità") ogni qual volta cerchino di avvicinarsi a Satoru. Josuke e Rai scoprono che Satoru non è altro che Wonder of U, stand di Tooru, l'ex fidanzato di Yasuho e Uomo di Roccia all'apparenza eternamente giovane, che intende utilizzare il Rokakaka per creare medicine e venderle in tutto il mondo per ricevere fama e ricchezza. Dopo una serie di letali combattimenti, alla residenza Higashikata Josuke riesce con l'aiuto di Yasuho a ferire Tooru. Egli viene infine definitivamente sconfitto da Kaato, ex moglie di Norisuke e madre di Jobin, che usa l'ultimo frutto di Rokakaka per curare Tsurugi, usando Tooru come collaterale e rimuovendo per sempre la maledizione degli Higashikata. La storia si conclude con la guarigione di Tsurugi, Holly ancora in coma, Josuke che accetta la sua identità come membro della famiglia Higashikata e la possibilità che il Rokakaka possa ancora esistere nelle isole a sud di Mōrio-Cho.
Parte 9 The JoJoLands (ザ・ジョジョランズ?, Za JoJoranzu)
Nelle Hawaii nei primi anni 2020, i fratelli Jodio e Dragona Joestar, 15 e 18 anni, nipoti di Joseph Joestar, lavorano insieme in attività illegali per provvedere e proteggere la madre, Barbara Ann Joestar, figlia di Joseph e sorella di Holly Joestar-Kira. Jodio dichiara che questa storia parla di come è diventato schifosamente ricco. Insieme ai due fratelli lavora anche Paco Laburantes, un ragazzo di 19 anni, ma che frequenta ancora le superiori, cleptomane. Tutti e tre lavorano per un'associazione criminale capitanata dalla preside della loro scuola, Meryl Mei Qi. Il primo incarico dato da Meryl ai ragazzi che viene mostrato è quello di rubare un diamante dal valore di 6 milioni di dollari dalla villa di un uomo giapponese arrivato nelle isole delle Hawaii pochi giorni prima. Ai tre ragazzi si aggiunge anche Usagi Aloha'oe, ragazzo di 17 anni, studente della loro stessa scuola superiore e utilizzatore di droghe, cliente di Jodio. 
Arrivati alla villa si accorgono che non sarà un lavoro facile. Il giapponese altri non è che il noto mangaka Rohan Kishibe che teneva il diamante in una cassaforte, insieme a dei frammenti di roccia lavica. La banda ruba sia il loro obiettivo primario che questa bizzarra roccia. Rohan stava studiando queste rocce, apparentemente. I nostri protagonisti vengono tuttavia scoperti e attaccati dal mangaka riuscendo, però. a ribaltare la situazione. Piano piano si accorgono che la roccia lavica che avevano preso attirava verso di sè gli oggetti di valore. Vengono in seguito attaccati, oltre che da dei gatti portatori di stand, da un misterioso nemico anche esso portatore di stand, capace di camuffarsi grazie alla sua pelle sabbiosa.
Capito che non è una cattiva persona, Charming Man, nome dell'ormai ex nemico, entra a far parte della banda. La chiave di tutto sembra essere il monte Hualalai, situato sull'isola di Hawaii, luogo dove non solo sembrerebbero originarsi le rocce laviche, ma anche dove è scomparso il fratello di Charming Man. Raccontato tutto ciò che è successo a Meryl Mei Qi, le viene un'idea: impossessarsi dei terreni appartenenti alla misteriosa compagnia di infrastrutture ''Howler'', tra cui lo stesso monte Hualalai, avvicinando la roccia lavica agli atti di proprietà degli stessi. Fatto questo, però, Usagi viene attaccato da uno stand che si era insinuato all'interno del suo corpo.

## Personaggi
I protagonisti di ogni arco narrativo sono accomunati dal soprannome JoJo (ジョジョ?), che deriva direttamente da contrazioni del loro nome di battesimo: Jonathan Joestar, Joseph Joestar, Jotaro Kujo, Giorno Giovanna (Joruno Jobāna), Jolyne Kujo, Johnny Joestar, Josefumi Kujo e Jodio Joestar. Nel caso di Josuke Higashikata, il suo nomignolo "JoJo" è giustificato dal secondo kanji del suo nome, normalmente pronunciato suke, ma che in alcuni casi può essere pronunciato jo. Araki ha coniato il soprannome ispirandosi al testo della canzone dei Beatles Get Back. Allo stesso modo, data la passione dell'autore per la musica occidentale, molti nomi dei personaggi della serie sono ripresi da nomi di famosi gruppi rock e pop
I personaggi sono stati descritti dalla critica come ingombranti e muscolosi, ma allo stesso tempo in grado di rendersi agili e flessibili. In effetti Araki, come altri mangaka attivi negli anni ottanta, è stato influenzato dai film di Rambo e Terminator. Con il passare del tempo lo stile di Araki si è modificato, rendendo i personaggi più magri, sinuosi e sgargianti.

### Albero genealogico
I protagonisti dei diversi archi narrativi sono evidenziati in verde.

#### Parti 1-6
|   |   |   |   |             |            |            |            |             |             |                 |                 | Mary Joestar    | Mary Joestar    | Mary Joestar      | Mary Joestar      | Mary Joestar      | Mary Joestar      |                   |                   |                  |                  |                    |                    | George Joestar I   | George Joestar I   | George Joestar I   | George Joestar I   | George Joestar I   | George Joestar I   |                    |                    |            |            |                 |            |  |  |              |              |              |              |              |              |  |  |  |  |
|   |   |   |   |             |            |            |            |             |             |                 |                 | Mary Joestar    | Mary Joestar    | Mary Joestar      | Mary Joestar      | Mary Joestar      | Mary Joestar      |                   |                   |                  |                  |                    |                    | George Joestar I   | George Joestar I   | George Joestar I   | George Joestar I   | George Joestar I   | George Joestar I   |                    |                    |            |            |                 |            |  |  |              |              |              |              |              |              |  |  |  |  |
|   |   |   |   |             |            |            |            |             |             |                 |                 |                 |                 |                   |                   |                   |                   |                   |                   |                  |                  |                    |                    |                    |                    |                    |                    |                    |                    |                    |                    |            |            |                 |            |  |  |              |              |              |              |              |              |  |  |  |  |
|   |   |   |   |             |            |            |            |             |             |                 |                 |                 |                 |                   |                   |                   |                   |                   |                   |                  |                  |                    |                    |                    |                    |                    |                    |                    |                    |                    |                    |            |            |                 |            |  |  |              |              |              |              |              |              |  |  |  |  |
|   |   |   |   |             |            |            |            |             |             | Erina Pendleton | Erina Pendleton | Erina Pendleton | Erina Pendleton | Erina Pendleton   | Erina Pendleton   |                   |                   | Jonathan Joestar  | Jonathan Joestar  | Jonathan Joestar | Jonathan Joestar | Jonathan Joestar   | Jonathan Joestar   |                    |                    |                    |                    |                    |                    | Dio Brando         | Dio Brando         | Dio Brando | Dio Brando | Dio Brando      | Dio Brando |  |  | Ms. Shiobana | Ms. Shiobana | Ms. Shiobana | Ms. Shiobana | Ms. Shiobana | Ms. Shiobana |  |  |  |  |
|   |   |   |   |             |            |            |            |             |             | Erina Pendleton | Erina Pendleton | Erina Pendleton | Erina Pendleton | Erina Pendleton   | Erina Pendleton   |                   |                   | Jonathan Joestar  | Jonathan Joestar  | Jonathan Joestar | Jonathan Joestar | Jonathan Joestar   | Jonathan Joestar   |                    |                    |                    |                    |                    |                    | Dio Brando         | Dio Brando         | Dio Brando | Dio Brando | Dio Brando      | Dio Brando |  |  | Ms. Shiobana | Ms. Shiobana | Ms. Shiobana | Ms. Shiobana | Ms. Shiobana | Ms. Shiobana |  |  |  |  |
|   |   |   |   |             |            |            |            |             |             |                 |                 |                 |                 |                   |                   |                   |                   |                   |                   |                  |                  |                    |                    |                    |                    |                    |                    |                    |                    |                    |                    |            |            |                 |            |  |  |              |              |              |              |              |              |  |  |  |  |
|   |   |   |   |             |            |            |            |             |             |                 |                 |                 |                 | George Joestar II | George Joestar II | George Joestar II | George Joestar II | George Joestar II | George Joestar II |                  |                  | Lisa Lisa          | Lisa Lisa          | Lisa Lisa          | Lisa Lisa          | Lisa Lisa          | Lisa Lisa          |                    |                    |                    |                    |            |            |                 |            |  |  |              |              |              |              |              |              |  |  |  |  |
|   |   |   |   |             |            |            |            |             |             |                 |                 |                 |                 | George Joestar II | George Joestar II | George Joestar II | George Joestar II | George Joestar II | George Joestar II |                  |                  | Lisa Lisa          | Lisa Lisa          | Lisa Lisa          | Lisa Lisa          | Lisa Lisa          | Lisa Lisa          |                    |                    |                    |                    |            |            |                 |            |  |  |              |              |              |              |              |              |  |  |  |  |
|   |   |   |   |             |            |            |            |             |             |                 |                 |                 |                 |                   |                   |                   |                   |                   |                   |                  |                  |                    |                    |                    |                    |                    |                    |                    |                    |                    |                    |            |            |                 |            |  |  |              |              |              |              |              |              |  |  |  |  |
|   |   |   |   |             |            | Suzi Q     | Suzi Q     | Suzi Q      | Suzi Q      | Suzi Q          | Suzi Q          |                 |                 |                   |                   |                   |                   | Joseph Joestar    | Joseph Joestar    | Joseph Joestar   | Joseph Joestar   | Joseph Joestar     | Joseph Joestar     |                    |                    | Tomoko Higashikata | Tomoko Higashikata | Tomoko Higashikata | Tomoko Higashikata | Tomoko Higashikata | Tomoko Higashikata |            |            |                 |            |  |  |              |              |              |              |              |              |  |  |  |  |
|   |   |   |   |             |            | Suzi Q     | Suzi Q     | Suzi Q      | Suzi Q      | Suzi Q          | Suzi Q          |                 |                 |                   |                   |                   |                   | Joseph Joestar    | Joseph Joestar    | Joseph Joestar   | Joseph Joestar   | Joseph Joestar     | Joseph Joestar     |                    |                    | Tomoko Higashikata | Tomoko Higashikata | Tomoko Higashikata | Tomoko Higashikata | Tomoko Higashikata | Tomoko Higashikata |            |            |                 |            |  |  |              |              |              |              |              |              |  |  |  |  |
|   |   |   |   |             |            |            |            |             |             |                 |                 |                 |                 |                   |                   |                   |                   |                   |                   |                  |                  |                    |                    |                    |                    |                    |                    |                    |                    |                    |                    |            |            |                 |            |  |  |              |              |              |              |              |              |  |  |  |  |
|   |   |   |   | Sadao Kujo  | Sadao Kujo | Sadao Kujo | Sadao Kujo | Sadao Kujo  | Sadao Kujo  |                 |                 | Holly Joestar   | Holly Joestar   | Holly Joestar     | Holly Joestar     | Holly Joestar     | Holly Joestar     |                   |                   |                  |                  |                    |                    |                    |                    |                    |                    |                    |                    |                    |                    |            |            |                 |            |  |  |              |              |              |              |              |              |  |  |  |  |
|   |   |   |   | Sadao Kujo  | Sadao Kujo | Sadao Kujo | Sadao Kujo | Sadao Kujo  | Sadao Kujo  |                 |                 | Holly Joestar   | Holly Joestar   | Holly Joestar     | Holly Joestar     | Holly Joestar     | Holly Joestar     |                   |                   |                  |                  |                    |                    |                    |                    |                    |                    |                    |                    |                    |                    |            |            |                 |            |  |  |              |              |              |              |              |              |  |  |  |  |
|   |   |   |   |             |            |            |            |             |             |                 |                 |                 |                 |                   |                   |                   |                   |                   |                   |                  |                  |                    |                    |                    |                    |                    |                    |                    |                    |                    |                    |            |            |                 |            |  |  |              |              |              |              |              |              |  |  |  |  |
| ? | ? | ? | ? | ?           | ?          |            |            | Jotaro Kujo | Jotaro Kujo | Jotaro Kujo     | Jotaro Kujo     | Jotaro Kujo     | Jotaro Kujo     |                   |                   |                   |                   |                   |                   |                  |                  |                    |                    |                    |                    |                    |                    |                    |                    |                    |                    |            |            |                 |            |  |  |              |              |              |              |              |              |  |  |  |  |
| ? | ? | ? | ? | ?           | ?          |            |            | Jotaro Kujo | Jotaro Kujo | Jotaro Kujo     | Jotaro Kujo     | Jotaro Kujo     | Jotaro Kujo     |                   |                   |                   |                   |                   |                   |                  |                  |                    |                    |                    |                    |                    |                    |                    |                    |                    |                    |            |            |                 |            |  |  |              |              |              |              |              |              |  |  |  |  |
|   |   |   |   |             |            |            |            |             |             |                 |                 |                 |                 |                   |                   |                   |                   |                   |                   |                  |                  |                    |                    |                    |                    |                    |                    |                    |                    |                    |                    |            |            |                 |            |  |  |              |              |              |              |              |              |  |  |  |  |
|   |   |   |   |             |            |            |            |             |             |                 |                 |                 |                 |                   |                   |                   |                   |                   |                   |                  |                  |                    |                    |                    |                    |                    |                    |                    |                    |                    |                    |            |            |                 |            |  |  |              |              |              |              |              |              |  |  |  |  |
|   |   |   |   |             |            |            |            |             |             |                 |                 |                 |                 | Shizuka Joestar   | Shizuka Joestar   | Shizuka Joestar   | Shizuka Joestar   | Shizuka Joestar   | Shizuka Joestar   |                  |                  | Josuke Higashikata | Josuke Higashikata | Josuke Higashikata | Josuke Higashikata | Josuke Higashikata | Josuke Higashikata |                    |                    |                    |                    |            |            |                 |            |  |  |              |              |              |              |              |              |  |  |  |  |
|   |   |   |   |             |            |            |            |             |             |                 |                 |                 |                 | Shizuka Joestar   | Shizuka Joestar   | Shizuka Joestar   | Shizuka Joestar   | Shizuka Joestar   | Shizuka Joestar   |                  |                  | Josuke Higashikata | Josuke Higashikata | Josuke Higashikata | Josuke Higashikata | Josuke Higashikata | Josuke Higashikata |                    |                    |                    |                    |            |            | Giorno Giovanna |            |  |  |              |              |              |              |              |              |  |  |  |  |
|   |   |   |   | Jolyne Kujo |            |            |            |             |             |                 |                 |                 |                 |                   |                   |                   |                   |                   |                   |                  |                  |                    |                    |                    |                    |                    |                    |                    |                    |                    |                    |            |            |                 |            |  |  |              |              |              |              |              |              |  |  |  |  |

#### Parti 7-9
|                     |                     |                     |                     |                     |                     |  |  |                   |                   |                   |                   |                   |                   |  |  |                    |                    |                    |                    | Norisuke Higashikata I   | Norisuke Higashikata I   | Norisuke Higashikata I   | Norisuke Higashikata I   | Norisuke Higashikata I   | Norisuke Higashikata I   |                         |                         | Teru Higashikata        | Teru Higashikata        | Teru Higashikata   | Teru Higashikata   | Teru Higashikata   | Teru Higashikata   |                   |                   |                   |                   |  |  |                    |                    |                    |                    |                    |                    |  |  |                |                |                |                |                   |                   |                   |                   |                   |                   |                  |                  |                    |                    |                    |                    | George Joestar II    | George Joestar II    | George Joestar II    | George Joestar II    | George Joestar II    | George Joestar II    |  |  | Anne Joestar     | Anne Joestar     | Anne Joestar     | Anne Joestar     | Anne Joestar     | Anne Joestar     |  |  |
|                     |                     |                     |                     |                     |                     |  |  |                   |                   |                   |                   |                   |                   |  |  |                    |                    |                    |                    | Norisuke Higashikata I   | Norisuke Higashikata I   | Norisuke Higashikata I   | Norisuke Higashikata I   | Norisuke Higashikata I   | Norisuke Higashikata I   |                         |                         | Teru Higashikata        | Teru Higashikata        | Teru Higashikata   | Teru Higashikata   | Teru Higashikata   | Teru Higashikata   |                   |                   |                   |                   |  |  |                    |                    |                    |                    |                    |                    |  |  |                |                |                |                |                   |                   |                   |                   |                   |                   |                  |                  |                    |                    |                    |                    | George Joestar II    | George Joestar II    | George Joestar II    | George Joestar II    | George Joestar II    | George Joestar II    |  |  | Anne Joestar     | Anne Joestar     | Anne Joestar     | Anne Joestar     | Anne Joestar     | Anne Joestar     |  |  |
|                     |                     |                     |                     |                     |                     |  |  |                   |                   |                   |                   |                   |                   |  |  |                    |                    |                    |                    |                          |                          |                          |                          |                          |                          |                         |                         |                         |                         |                    |                    |                    |                    |                   |                   |                   |                   |  |  |                    |                    |                    |                    |                    |                    |  |  |                |                |                |                |                   |                   |                   |                   |                   |                   |                  |                  |                    |                    |                    |                    |                      |                      |                      |                      |                      |                      |  |  |                  |                  |                  |                  |                  |                  |  |  |
|                     |                     |                     |                     |                     |                     |  |  |                   |                   |                   |                   |                   |                   |  |  |                    |                    |                    |                    |                          |                          |                          |                          |                          |                          |                         |                         |                         |                         |                    |                    |                    |                    |                   |                   |                   |                   |  |  |                    |                    |                    |                    |                    |                    |  |  |                |                |                |                |                   |                   |                   |                   |                   |                   |                  |                  |                    |                    |                    |                    |                      |                      |                      |                      |                      |                      |  |  |                  |                  |                  |                  |                  |                  |  |  |
|                     |                     |                     |                     |                     |                     |  |  |                   |                   |                   |                   |                   |                   |  |  | Toyoko Higashikata | Toyoko Higashikata | Toyoko Higashikata | Toyoko Higashikata | Toyoko Higashikata       | Toyoko Higashikata       |                          |                          | Norisuke Higashikata II  | Norisuke Higashikata II  | Norisuke Higashikata II | Norisuke Higashikata II | Norisuke Higashikata II | Norisuke Higashikata II |                    |                    |                    |                    |                   |                   |                   |                   |  |  |                    |                    |                    |                    |                    |                    |  |  |                |                |                |                |                   |                   |                   |                   | Rina Higashikata  | Rina Higashikata  | Rina Higashikata | Rina Higashikata | Rina Higashikata   | Rina Higashikata   |                    |                    | Johnny Joestar       | Johnny Joestar       | Johnny Joestar       | Johnny Joestar       | Johnny Joestar       | Johnny Joestar       |  |  | Nicholas Joestar | Nicholas Joestar | Nicholas Joestar | Nicholas Joestar | Nicholas Joestar | Nicholas Joestar |  |  |
|                     |                     |                     |                     |                     |                     |  |  |                   |                   |                   |                   |                   |                   |  |  | Toyoko Higashikata | Toyoko Higashikata | Toyoko Higashikata | Toyoko Higashikata | Toyoko Higashikata       | Toyoko Higashikata       |                          |                          | Norisuke Higashikata II  | Norisuke Higashikata II  | Norisuke Higashikata II | Norisuke Higashikata II | Norisuke Higashikata II | Norisuke Higashikata II |                    |                    |                    |                    |                   |                   |                   |                   |  |  |                    |                    |                    |                    |                    |                    |  |  |                |                |                |                |                   |                   |                   |                   | Rina Higashikata  | Rina Higashikata  | Rina Higashikata | Rina Higashikata | Rina Higashikata   | Rina Higashikata   |                    |                    | Johnny Joestar       | Johnny Joestar       | Johnny Joestar       | Johnny Joestar       | Johnny Joestar       | Johnny Joestar       |  |  | Nicholas Joestar | Nicholas Joestar | Nicholas Joestar | Nicholas Joestar | Nicholas Joestar | Nicholas Joestar |  |  |
|                     |                     |                     |                     |                     |                     |  |  |                   |                   |                   |                   |                   |                   |  |  |                    |                    |                    |                    |                          |                          |                          |                          |                          |                          |                         |                         |                         |                         |                    |                    |                    |                    |                   |                   |                   |                   |  |  |                    |                    |                    |                    |                    |                    |  |  |                |                |                |                |                   |                   |                   |                   |                   |                   |                  |                  |                    |                    |                    |                    |                      |                      |                      |                      |                      |                      |  |  |                  |                  |                  |                  |                  |                  |  |  |
|                     |                     |                     |                     |                     |                     |  |  |                   |                   |                   |                   |                   |                   |  |  |                    |                    |                    |                    | Norisuke Higashikata III | Norisuke Higashikata III | Norisuke Higashikata III | Norisuke Higashikata III | Norisuke Higashikata III | Norisuke Higashikata III |                         |                         | Tomoko Higashikata      | Tomoko Higashikata      | Tomoko Higashikata | Tomoko Higashikata | Tomoko Higashikata | Tomoko Higashikata |                   |                   |                   |                   |  |  |                    |                    |                    |                    |                    |                    |  |  |                |                |                |                | Elizabeth Joestar | Elizabeth Joestar | Elizabeth Joestar | Elizabeth Joestar | Elizabeth Joestar | Elizabeth Joestar |                  |                  | George Joestar III | George Joestar III | George Joestar III | George Joestar III | George Joestar III   | George Joestar III   |                      |                      |                      |                      |  |  |                  |                  |                  |                  |                  |                  |  |  |
|                     |                     |                     |                     |                     |                     |  |  |                   |                   |                   |                   |                   |                   |  |  |                    |                    |                    |                    | Norisuke Higashikata III | Norisuke Higashikata III | Norisuke Higashikata III | Norisuke Higashikata III | Norisuke Higashikata III | Norisuke Higashikata III |                         |                         | Tomoko Higashikata      | Tomoko Higashikata      | Tomoko Higashikata | Tomoko Higashikata | Tomoko Higashikata | Tomoko Higashikata |                   |                   |                   |                   |  |  |                    |                    |                    |                    |                    |                    |  |  |                |                |                |                | Elizabeth Joestar | Elizabeth Joestar | Elizabeth Joestar | Elizabeth Joestar | Elizabeth Joestar | Elizabeth Joestar |                  |                  | George Joestar III | George Joestar III | George Joestar III | George Joestar III | George Joestar III   | George Joestar III   |                      |                      |                      |                      |  |  |                  |                  |                  |                  |                  |                  |  |  |
|                     |                     |                     |                     |                     |                     |  |  |                   |                   |                   |                   |                   |                   |  |  |                    |                    |                    |                    |                          |                          |                          |                          |                          |                          |                         |                         |                         |                         |                    |                    |                    |                    |                   |                   |                   |                   |  |  |                    |                    |                    |                    |                    |                    |  |  |                |                |                |                |                   |                   |                   |                   |                   |                   |                  |                  |                    |                    |                    |                    |                      |                      |                      |                      |                      |                      |  |  |                  |                  |                  |                  |                  |                  |  |  |
|                     |                     |                     |                     |                     |                     |  |  |                   |                   |                   |                   |                   |                   |  |  | Kaato Higashikata  | Kaato Higashikata  | Kaato Higashikata  | Kaato Higashikata  | Kaato Higashikata        | Kaato Higashikata        |                          |                          | Norisuke Higashikata IV  | Norisuke Higashikata IV  | Norisuke Higashikata IV | Norisuke Higashikata IV | Norisuke Higashikata IV | Norisuke Higashikata IV |                    |                    |                    |                    |                   |                   |                   |                   |  |  |                    |                    |                    |                    |                    |                    |  |  |                |                |                |                |                   |                   |                   |                   | Joseph Joestar    | Joseph Joestar    | Joseph Joestar   | Joseph Joestar   | Joseph Joestar     | Joseph Joestar     |                    |                    | Suzie Q Joestar      | Suzie Q Joestar      | Suzie Q Joestar      | Suzie Q Joestar      | Suzie Q Joestar      | Suzie Q Joestar      |  |  |                  |                  |                  |                  |                  |                  |  |  |
|                     |                     |                     |                     |                     |                     |  |  |                   |                   |                   |                   |                   |                   |  |  | Kaato Higashikata  | Kaato Higashikata  | Kaato Higashikata  | Kaato Higashikata  | Kaato Higashikata        | Kaato Higashikata        |                          |                          | Norisuke Higashikata IV  | Norisuke Higashikata IV  | Norisuke Higashikata IV | Norisuke Higashikata IV | Norisuke Higashikata IV | Norisuke Higashikata IV |                    |                    |                    |                    |                   |                   |                   |                   |  |  |                    |                    |                    |                    |                    |                    |  |  |                |                |                |                |                   |                   |                   |                   | Joseph Joestar    | Joseph Joestar    | Joseph Joestar   | Joseph Joestar   | Joseph Joestar     | Joseph Joestar     |                    |                    | Suzie Q Joestar      | Suzie Q Joestar      | Suzie Q Joestar      | Suzie Q Joestar      | Suzie Q Joestar      | Suzie Q Joestar      |  |  |                  |                  |                  |                  |                  |                  |  |  |
|                     |                     |                     |                     |                     |                     |  |  |                   |                   |                   |                   |                   |                   |  |  |                    |                    |                    |                    |                          |                          |                          |                          |                          |                          |                         |                         |                         |                         |                    |                    |                    |                    |                   |                   |                   |                   |  |  |                    |                    |                    |                    |                    |                    |  |  |                |                |                |                |                   |                   |                   |                   |                   |                   |                  |                  |                    |                    |                    |                    |                      |                      |                      |                      |                      |                      |  |  |                  |                  |                  |                  |                  |                  |  |  |
|                     |                     |                     |                     |                     |                     |  |  |                   |                   |                   |                   |                   |                   |  |  |                    |                    |                    |                    |                          |                          |                          |                          |                          |                          |                         |                         |                         |                         |                    |                    |                    |                    |                   |                   |                   |                   |  |  |                    |                    |                    |                    |                    |                    |  |  |                |                |                |                |                   |                   |                   |                   |                   |                   |                  |                  |                    |                    |                    |                    |                      |                      |                      |                      |                      |                      |  |  |                  |                  |                  |                  |                  |                  |  |  |
|                     |                     |                     |                     |                     |                     |  |  |                   |                   |                   |                   |                   |                   |  |  |                    |                    |                    |                    |                          |                          |                          |                          |                          |                          |                         |                         |                         |                         |                    |                    |                    |                    |                   |                   |                   |                   |  |  |                    |                    |                    |                    |                    |                    |  |  | Yoshiteru Kira | Yoshiteru Kira | Yoshiteru Kira | Yoshiteru Kira | Yoshiteru Kira    | Yoshiteru Kira    |                   |                   | Holly Joestar     | Holly Joestar     | Holly Joestar    | Holly Joestar    | Holly Joestar      | Holly Joestar      |                    |                    | Barbara Anne Joestar | Barbara Anne Joestar | Barbara Anne Joestar | Barbara Anne Joestar | Barbara Anne Joestar | Barbara Anne Joestar |  |  | ?                | ?                | ?                | ?                | ?                | ?                |  |  |
|                     |                     |                     |                     |                     |                     |  |  |                   |                   |                   |                   |                   |                   |  |  |                    |                    |                    |                    |                          |                          |                          |                          |                          |                          |                         |                         |                         |                         |                    |                    |                    |                    |                   |                   |                   |                   |  |  |                    |                    |                    |                    |                    |                    |  |  | Yoshiteru Kira | Yoshiteru Kira | Yoshiteru Kira | Yoshiteru Kira | Yoshiteru Kira    | Yoshiteru Kira    |                   |                   | Holly Joestar     | Holly Joestar     | Holly Joestar    | Holly Joestar    | Holly Joestar      | Holly Joestar      |                    |                    | Barbara Anne Joestar | Barbara Anne Joestar | Barbara Anne Joestar | Barbara Anne Joestar | Barbara Anne Joestar | Barbara Anne Joestar |  |  | ?                | ?                | ?                | ?                | ?                | ?                |  |  |
| Mitsuba Higashikata | Mitsuba Higashikata | Mitsuba Higashikata | Mitsuba Higashikata | Mitsuba Higashikata | Mitsuba Higashikata |  |  | Jobin Higashikata | Jobin Higashikata | Jobin Higashikata | Jobin Higashikata | Jobin Higashikata | Jobin Higashikata |  |  | Hato Higashikata   | Hato Higashikata   | Hato Higashikata   | Hato Higashikata   | Hato Higashikata         | Hato Higashikata         |                          |                          | Joshu Higashikata        | Joshu Higashikata        | Joshu Higashikata       | Joshu Higashikata       | Joshu Higashikata       | Joshu Higashikata       |                    |                    | Daiya Higashikata  | Daiya Higashikata  | Daiya Higashikata | Daiya Higashikata | Daiya Higashikata | Daiya Higashikata |  |  | Josuke Higashikata | Josuke Higashikata | Josuke Higashikata | Josuke Higashikata | Josuke Higashikata | Josuke Higashikata |  |  |                |                |                |                |                   |                   |                   |                   |                   |                   |                  |                  |                    |                    |                    |                    |                      |                      |                      |                      |                      |                      |  |  |                  |                  |                  |                  |                  |                  |  |  |
| Mitsuba Higashikata | Mitsuba Higashikata | Mitsuba Higashikata | Mitsuba Higashikata | Mitsuba Higashikata | Mitsuba Higashikata |  |  | Jobin Higashikata | Jobin Higashikata | Jobin Higashikata | Jobin Higashikata | Jobin Higashikata | Jobin Higashikata |  |  | Hato Higashikata   | Hato Higashikata   | Hato Higashikata   | Hato Higashikata   | Hato Higashikata         | Hato Higashikata         |                          |                          | Joshu Higashikata        | Joshu Higashikata        | Joshu Higashikata       | Joshu Higashikata       | Joshu Higashikata       | Joshu Higashikata       |                    |                    | Daiya Higashikata  | Daiya Higashikata  | Daiya Higashikata | Daiya Higashikata | Daiya Higashikata | Daiya Higashikata |  |  | Josuke Higashikata | Josuke Higashikata | Josuke Higashikata | Josuke Higashikata | Josuke Higashikata | Josuke Higashikata |  |  |                |                |                |                |                   |                   |                   |                   |                   |                   |                  |                  |                    |                    |                    |                    |                      |                      |                      |                      |                      |                      |  |  |                  |                  |                  |                  |                  |                  |  |  |
|                     |                     |                     |                     |                     |                     |  |  |                   |                   |                   |                   |                   |                   |  |  |                    |                    |                    |                    |                          |                          |                          |                          |                          |                          |                         |                         |                         |                         |                    |                    |                    |                    |                   |                   |                   |                   |  |  |                    |                    |                    |                    |                    |                    |  |  | Yoshikage Kira | Yoshikage Kira | Yoshikage Kira | Yoshikage Kira | Yoshikage Kira    | Yoshikage Kira    |                   |                   | Kyo Nijimura      | Kyo Nijimura      | Kyo Nijimura     | Kyo Nijimura     | Kyo Nijimura       | Kyo Nijimura       |                    |                    | Jodio Joestar        | Jodio Joestar        | Jodio Joestar        | Jodio Joestar        | Jodio Joestar        | Jodio Joestar        |  |  | Dragona Joestar  | Dragona Joestar  | Dragona Joestar  | Dragona Joestar  | Dragona Joestar  | Dragona Joestar  |  |  |
|                     |                     |                     |                     | Tsurugi Higashikata |                     |  |  |                   |                   |                   |                   |                   |                   |  |  |                    |                    |                    |                    |                          |                          |                          |                          |                          |                          |                         |                         |                         |                         |                    |                    |                    |                    |                   |                   |                   |                   |  |  |                    |                    |                    |                    |                    |                    |  |  | Yoshikage Kira | Yoshikage Kira | Yoshikage Kira | Yoshikage Kira | Yoshikage Kira    | Yoshikage Kira    |                   |                   | Kyo Nijimura      | Kyo Nijimura      | Kyo Nijimura     | Kyo Nijimura     | Kyo Nijimura       | Kyo Nijimura       |                    |                    | Jodio Joestar        | Jodio Joestar        | Jodio Joestar        | Jodio Joestar        | Jodio Joestar        | Jodio Joestar        |  |  | Dragona Joestar  | Dragona Joestar  | Dragona Joestar  | Dragona Joestar  | Dragona Joestar  | Dragona Joestar  |  |  |

## Produzione

### Dall'origine aStardust Crusaders
L'idea di base per Le bizzarre avventure di JoJo nasce dalla passione di Hirohiko Araki per il cinema. Negli anni ottanta erano molto popolari in Giappone i film di Sylvester Stallone e Arnold Schwarzenegger, da cui l'autore prese ispirazione per i personaggi della sua serie, resi molto muscolosi. Araki desiderava scrivere una storia che trattasse dell'immortalità, della vita e della giustizia, e questi temi, uniti alla ricerca di una risposta alla domanda su chi fosse l'uomo più forte del mondo, diedero inizio a Phantom Blood. Per lo stile cercò di ispirarsi alla rappresentazione della figura umana nell'arte italiana, da cui era rimasto affascinato durante un viaggio in Italia qualche anno prima. La cura per l'abbigliamento dei personaggi, invece, gli deriva dall'irruzione in Giappone della moda occidentale, soprattutto Christian Dior e Gianni Versace, verificatasi in quegli anni.
I due protagonisti, Jonathan e Dio, vennero rappresentati per idealizzare i valori assoluti del bene e del male. Araki fu uno dei primi a scegliere un'ambientazione occidentale, nonostante all'epoca fosse una sorta di tabù introdurre come protagonista di un manga uno straniero. A proposito dell'origine del nome "JoJo", l'autore ha affermato che voleva usare il nome "Jonathan" per il suo personaggio e al tempo stesso un cognome che creasse un'assonanza, quindi "Joestar" venne quasi in automatico. La nemesi di JoJo, Dio, è un personaggio arrogante e desideroso di essere al di sopra di tutti, quasi una divinità; per questo Araki scelse di chiamarlo con il termine italiano per "Dio" e anche in riferimento a Ronnie James Dio dell'heavy metal. Dal manga Babil Junior di Mitsuteru Yokoyama Araki prese l'idea di combattimenti che seguono delle regole precise, da cui sviluppò le onde concentriche che appaiono in JoJo. Egli notò inoltre che si adattavano bene a un manga, in quanto sono poteri psichici, ma si prestano a essere rappresentati graficamente, come "una goccia che perturba uno specchio d'acqua".
Araki era interessato a quelle storie che proseguono per generazioni, come La valle dell'Eden, la serie TV Radici e Il padrino, dove i personaggi principali cambiano ma la storia avanza. Si rendeva conto che questa narrazione usciva dagli schemi tipici di un prodotto Jump, ma desiderava percorrere una strada dove nessun altro si era ancora spinto. Decise quindi, in accordo con i suoi editori, di far morire Jonathan e di passare il testimone a uno dei suoi discendenti. Desiderando far ritornare Dio a un certo punto della serie, Araki cominciò a pianificare una storia divisa in tre parti, ognuna in qualche modo differente dalle altre. La terza parte, in particolare, ha il sapore di un gioco di ruolo, ed è stata ispirata dal film Il giro del mondo in 80 giorni.
Deciso ad abbandonare l'idea delle onde concentriche già vista nelle prime due parti, Araki si sforzò di creare un nuovo potere che non funzionasse solo a distanza, ma che fosse in grado di colpire direttamente. La sua prima rappresentazione di quello che poi sarebbe diventato lo stand, uno "spirito guardiano che appare e sferra un pugno", è stata influenzata dallo shintoismo. Sebbene gli stand si riferiscano inizialmente agli arcani maggiori dei tarocchi, durante lo sviluppo della terza serie stessa e nelle serie successive l'autore progressivamente elimina tale vincolo. Infatti, il mangaka si rendeva conto che con l'introduzione degli stand poteva creare una serie virtualmente infinita di personaggi, variazioni e poteri, perciò ha descritto la scoperta degli stand come la sua "miniera d'oro". La difficoltà nell'introduzione di queste nuove abilità fu legata soprattutto nel farla accettare agli editori e spiegarla ai lettori.

### Proseguimento della serie
Conclusa la "trilogia" iniziale, le storie di JoJo continuano in modo più slegato, dando ad Araki la possibilità di concentrarsi su idee non utilizzate nelle prime parti o di sperimentare nuove forme narrative all'interno dell'universo fantastico da lui creato. Nella terza parte si era assistito a dei portatori di stand che aspettano fermi in un posto l'arrivo dei protagonisti, nel loro viaggio verso l'Egitto. Giocando con quest'idea di persone come "ragni appostati nella loro tana", Araki sviluppò il concetto per la quarta parte, in cui decise di inserire un gran numero di portatori di stand tutti in un'unica città, in modo che in ogni casa potesse esserci un potenziale avversario. Il modello per la città di Mōrio-Cho venne da Sendai, la città natale dell'artista. Secondo Araki la forte urbanizzazione avvenuta a partire dagli anni 80 portò inizialmente un senso di sfiducia dei residenti più anziani nei confronti dei nuovi venuti. Quest'idea, unita alla notizia di un serial killer attivo in Giappone in quel periodo, gettò le basi per un racconto più cupo e carico di mistero, in cui gli antagonisti dei protagonisti sono i loro stessi concittadini e vicini di casa. Con la parte quattro si passò inoltre a descrivere eventi contemporanei e della vita di tutti i giorni, in contrapposizione alle prime storie dall'ambientazione mitica e fantastica.
In un colloquio con il suo editore era emersa l'assenza di tristezza negli archi narrativi precedenti, nonostante la varietà di altre emozioni rappresentate. Araki decise quindi, nella quinta parte, di mostrare "la tristezza di essere contrastati dalla società ma avere comunque un senso di giustizia personale", che attribuisce a dei mafiosi italiani. Anche in questa parte continua la tendenza a disegnare personaggi più magri e sinuosi, come si era già visto nella precedente.
La sesta parte nasce dal pensiero di una donna "tosta", che sia in grado di battersi alla pari con un uomo. Per questo Araki ambientò la serie in una prigione. Lo stand di Enrico Pucci, l'antagonista principale, venne sviluppato per cercare di avvicinarsi e superare quello di Dio. Araki temeva infatti di aver raggiunto il limite di forza di un potere, dando a Dio la possibilità di fermare il tempo, ma desiderava immaginare qualcosa di più forte che potesse stupire i fan. Pensò quindi a uno stand in grado di accelerare il tempo così tanto da far ripartire tutto l'universo dall'inizio. Mentre tutti i precedenti archi narrativi erano raccolti sotto il titolo comune de Le bizzarre avventure di JoJo, questo racconto venne intitolato Part 6 Kūjō Jolyne: Stone Ocean, generando confusione se fosse parte integrante della saga o costituisse un capitolo spin-off. Dopo l'ufficializzazione come sesta parte della serie, sulla falsariga di Stone Ocean, ognuna delle parti precedenti venne rinominata con un sottotitolo, poi usato per ogni successiva ristampa del manga.

## Media

### Manga
| Parte | Titolo                                                                    | Protagonista       | Ambientazione              | Volumi       | Pubblicazione | Pubblicazione |
| Parte | Titolo                                                                    | Protagonista       | Ambientazione              | Volumi       | Giappone      | Italia        |
| ----- | ------------------------------------------------------------------------- | ------------------ | -------------------------- | ------------ | ------------- | ------------- |
| 1     | Phantom Blood (ファントムブラッド?, Fantomu Buraddo)                      | Jonathan Joestar   | Inghilterra, 1880-89       | 1-5          | 1986-1987     | 1993-1994     |
| 2     | Battle Tendency (戦闘潮流?, Sentō chōryū)                                 | Joseph Joestar     | America ed Europa, 1938-39 | 5-12         | 1987-1989     | 1994-1995     |
| 3     | Stardust Crusaders (スターダストクルセイダース?, Sutādasuto Kuruseidāsu)  | Jotaro Kujo        | Asia, 1988-89              | 12-28        | 1989-1992     | 1995-1997     |
| 4     | Diamond Is Unbreakable (ダイヤモンドは砕けない?, Daiyamondo wa kudakenai) | Josuke Higashikata | Morio-Cho, Giappone, 1999  | 29-47        | 1992-1995     | 1997-1999     |
| 5     | Vento Aureo (黄金の風?, Ōgon no kaze)                                     | Giorno Giovanna    | Italia, 2001               | 47-63        | 1995-1999     | 1999-2001     |
| 6     | Stone Ocean (ストーンオーシャン?, Sutōn Ōshan)                            | Jolyne Kujo        | Florida, 2011-12           | 17 (64-80)   | 1999-2003     | 2002-2004     |
| 7     | Steel Ball Run (スティール・ボール・ラン?, Sutīru Bōru Ran)               | Johnny Joestar     | Stati Uniti, 1890-91       | 24 (81-104)  | 2004-2011     | 2006-2012     |
| 8     | JoJolion (ジョジョリオン?, Jojorion)                                      | Josuke Higashikata | Morio-Cho, Giappone, 2011  | 27 (105-131) | 2011-2021     | 2013-2022     |
| 9     | The JoJoLands (ザ・ジョジョランズ?, Za JoJoranzu)                         | Jodio Joestar      | Hawaii, 2023               | 5+ (132+)    | 2023-in corso | 2025-in corso |

Il manga ha iniziato la serializzazione a cadenza settimanale sulla rivista Weekly Shōnen Jump nel 1986. I singoli capitoli sono raccolti in volumi tankōbon editi da Shūeisha, con il primo pubblicato il 10 agosto 1987. L'opera è divisa in archi narrativi o parti, che trattano le avventure di altrettanti membri della casata dei Joestar dalla fine del XIX secolo fino ai giorni nostri. La prima parte del manga si intitola Phantom Blood (ファントムブラッド?, Fantomu buraddo) e copre i primi cinque volumi (tre nell'edizione bunkobon) dell'opera, pubblicati dal 1987 al 1988. La seconda parte, Battle Tendency (戦闘潮流?, Sentō chōryū), comprende sette tankōbon (quattro bunkobon) pubblicati dal 1988 al 1989. Stardust Crusaders (スターダストクルセイダース?, Sutādasuto kuruseidāsu) costituisce la terza parte della storia e si compone di sedici volumi (dieci bunkobon) pubblicati dal 1989 al 1993. È inoltre considerato l'arco narrativo più popolare del manga nonché quello ad aver ricevuto il maggior numero di adattamenti.
La quarta parte si intitola Diamond is Unbreakable (ダイヤモンドは砕けない?, Daiyamondo wa kudakenai) e comprende diciotto albi (dodici bunkobon), pubblicati dal 1992 al 1996. Il quinto arco narrativo è Vento Aureo (黄金の風?, Ōgon no kaze), che comprende diciassette volumi (dieci bunkobon) usciti tra il 1996 e il 1999. La parte numero sei, Stone Ocean (ストーンオーシャン?, Sutōn ōshan), è stata pubblicata dal 2000 al 2003 per un totale di diciassette volumi (undici bunkobon). Stone Ocean è la prima parte a introdurre come protagonista un personaggio femminile e a proporre una numerazione indipendente per i suoi volumi. La settima parte, Steel Ball Run (スティール・ボール・ラン?, Sutīru bōru ran), è stata pubblicata in ventiquattro volumi (sedici bunkobon) dal 2004 al 2011. Essa è ambientata in un universo alternativo rispetto alle parti precedenti. Durante la realizzazione di questo arco narrativo, la serie si è spostata sulle pagine di Ultra Jump ed è passata da settimanale a mensile. L'ottava parte, JoJolion (ジョジョリオン?, Jojorion), è stata pubblicata in ventisette volumi dal 2011 al 2021.
Una versione deluxe delle prime tre parti intitolata JoJonium (ジョジョニウム?) è stata pubblicata da Shueisha dal 4 dicembre 2013 al 4 marzo 2015. I 17 volumi formato A5 che compongono la serie presentano tutte le pagine a colori create da Araki per JoJo e apparse sulle pagine di Weekly Shōnen Jump, oltre a extra sui retroscena alla creazione della serie.
L'editore Viz Media aveva in progetto di esportare il manga in Nord America nei primi anni novanta con il titolo The Strange Adventures of Jojo. Il piano sfumò, tuttavia, dopo che Baoh, altra opera di Araki, si rivelò un flop nel mercato nordamericano. Nel 2002 si riprese a parlare di una possibile pubblicazione seriale di JoJo, ma anche questo progetto non andò in porto. Solo l'8 novembre 2005 venne pubblicato il primo volume in inglese dell'opera, il primo della terza parte originale, per cercare di sfruttare la notorietà derivante dalla serie OAV uscita qualche anno prima. Il 7 dicembre 2010 è stato pubblicato l'ultimo dei 16 volumi della terza parte senza che la serie ottenesse il successo sperato.
Un'edizione in francese è stata curata inizialmente dall'editore J'ai lu, che ha pubblicato le prime quattro parti per poi interrompere la serie. Tonkam ha rilevato i diritti dell'opera e ripreso la pubblicazione a partire dalla quinta parte nell'aprile 2007. Da febbraio 2013 è in corso la ripubblicazione della terza parte. A Taiwan il manga è pubblicato da Daran Culture Enterprise e Tong Li Publishing, in Malaysia da Comics House.
L'opera è edita in italiano da Star Comics, che ha pubblicato le prime sei serie sul mensile Action ininterrottamente dal novembre 1993 all'aprile 2004 con un'unica pausa tra agosto 2001 e febbraio 2002. La serie fu pubblicata in formato "occidentale" con lettura da sinistra a destra fino alla quinta e alla sesta parte, che mantengono il senso di lettura originale con poche modifiche per coerenza con le serie precedenti (fu ribaltata ad esempio una vignetta che mostrava Enya Geil, che nell'edizione italiana aveva due mani sinistre invece di due destre), e il formato ridotto dell'edizione italiana ha fatto sì che gli ottanta volumi originali diventassero centoventuno. Da marzo 2006 a febbraio 2012, sempre su Action, è stata pubblicata la settima serie Steel Ball Run, mentre l'ottava, JoJolion, viene pubblicata da aprile 2013 a luglio 2022. Tra l'ottobre 2009 e il luglio 2019 Star Comics ha ristampato le prime sette parti sul modello dell'edizione bunkobon giapponese del 2002; i volumi perciò sono più corposi, con più di 300 pagine ad albo.

### Anime

#### Serie OAV

Dio nella serie OAV del 1993

Nel 1993 lo Studio APPP realizzò Le bizzarre avventure di JoJo (ジョジョの奇妙な冒険?, Jojo no kimyō na bōken), una serie OAV di sei episodi tratti dalla terza parte del manga. Le sei puntate rispecchiano solo la parte finale della storia, ambientata già in Egitto, e trattano gli ultimi combattimenti degli eroi contro Vanilla Ice e Dio Brando. Così nel 2000 fu realizzata una nuova serie Le bizzarre avventure di JoJo: Adventure (ジョジョの奇妙な冒険 ADVENTURE?, JoJo no kimyō na bōken adobenchā) di sette episodi, che fungono da prequel alla prima serie OAV.
La regia dell'opera è di Hidei Futamura, Norobu Furuse, Yasuhito Kikichi e Yasunori Urata, il character design di Junichi Hayama, la fotografia di Hideo Okazaki; le musiche sono dell'italiano Marco D'Ambrosio e gli effetti sonori della Skywalker Sound di George Lucas. In Italia tutti e 13 gli episodi sono stati riordinati cronologicamente e raccolti in 6 DVD editi da Yamato Video dal 2004.
| Nº | Titolo italiano Giapponese 「Kanji」 - Rōmaji                                                                                                | In onda           | In onda |
| Nº | Titolo italiano Giapponese 「Kanji」 - Rōmaji                                                                                                | Giapponese        |         |
| 1  | Lo spirito maligno 「悪霊」 - Akuryō | 5 maggio 2000     |         |
| 2  | Hierophant Green 「法皇の緑」 - Haierofanto Gurīn                                                                                            | 25 agosto 2000    |         |
| 3  | Silver Chariot e Strength 「銀の戦車＆力」 - Shiruba Chariottsu to Sutorengusu                                                               | 27 ottobre 2000   |         |
| 4  | The Emperor e The Hanged-Man 「皇帝と吊られた男」 - Enperā to Hangudoman                                                                     | 27 aprile 2001    |         |
| 5  | Il giudizio 「裁き」 - Sabaki | 27 luglio 2001    |         |
| 6  | Le nebbie della vendetta 「報復の霧」 - Hōfuku no kiri                                                                                       | 28 settembre 2001 |         |
| 7  | Justice 「正義」 - Jasuteisu | 25 gennaio 2002   |         |
| 8  | Iggy the Fool e N'Dour di Geb (parte 1) 「「愚者」のイギーと「ゲブ神」のンドゥール 前編」 - "Za Fūru" no Igī to "Gebu-shin" no Ndūru zenpen  | 19 novembre 1993  |         |
| 9  | Iggy the Fool e N'Ddour di Geb (parte 2) 「「愚者」のイギーと「ゲブ神」のンドゥール 後編」 - "Za Fūru" no Igī to "Gebu-shin" no Ndūru kōhen  | 17 dicembre 1993  |         |
| 10 | D'Arby the Gambler 「ダービー・ザ・ギャンブラー」 - Dabi Za Gyanbura                                                                         | 21 luglio 1994    |         |
| 11 | Dio e The World - Vanilla Ice, il delirio del vuoto 「DIOの世界 亜空の瘴気ヴァニラ・アイス」 - Dio no sekai a sora no shōki Vanira Aisu      | 9 agosto 1994     |         |
| 12 | Dio e The World - Kakyoin: scontro mortale dentro la barriera mistica 「DIOの世界 花京院 結界の死闘」 - Dio no sekai Kakyōin kekkai no shitō | 21 ottobre 1994   |         |
| 13 | Dio e The World - Addio, amici miei! 「DIOの世界 さらば友よ」 - Dio no sekai saraba tomo yo                                                  | 18 novembre 1994  |         |

#### Film d'animazione
Il 17 febbraio 2007, solo nei cinema giapponesi, è uscito il film d'animazione JoJo's Bizarre Adventure: Phantom Blood (ジョジョの奇妙な冒険 ファントムブラッド?, JoJo no Kimyō na Bōken Fantomu Buraddo), trasposizione della prima serie de Le bizzarre avventure di JoJo, che narra la lotta tra Jonathan Joestar e Dio Brando, ripercorrendo il mistero della Maschera di Pietra. L'animazione venne affidata dallo studio A.P.P.P., che si era già occupato della prima serie OVA, mentre la canzone Voodoo Kingdom dei Soul'd Out servì da colonna sonora per il film.
Il film, creato per celebrare il ventennale del manga di Hirohiko Araki in patria, è stato proiettato in poche sale cinematografiche giapponesi ed è ancora inedito sia nel mercato home video che in Occidente. A oggi non è dunque possibile reperirlo in nessuna maniera.

#### Serie televisiva

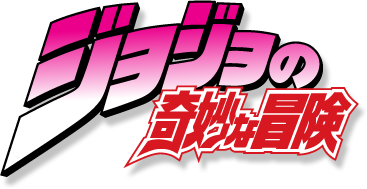
Logo della serie anime

Nel 2012 è stata prodotta una serie televisiva anime che si propone come obiettivo ambizioso di coprire tutte e otto le serie; essa è realizzata da David Production e diretta da Kenichi Suzuki. La prima stagione comprende 26 episodi che coprono i primi due archi narrativi del manga, Phantom Blood e Battle Tendency, ed è stata trasmessa su Tokyo MX dal 5 ottobre 2012 al 5 aprile 2013. La sigla introduttiva della prima parte è JoJo (Sono chi no sadame) (ジョジョ～その血の運命～?) di Hiroaki "Tommy" Tominaga, mentre quella della seconda è Bloody Stream del gruppo Coda. La sigla di chiusura adottata è il singolo del 1972 degli Yes Roundabout.
Il 18 ottobre 2013 la Shueisha e Warner Bros. Japan hanno annunciato sul volume 5 di JoJolion e con un inserto speciale in Weekly Shōnen Jump che nel 2014 sarebbe iniziata la trasmissione di una nuova stagione che avrebbe coperto la terza parte: Stardust Crusaders. Come per le prime due stagioni, i produttori hanno voluto effettuare dei cambi nello stile grafico dell'animazione. L'inizio della trasmissione della seconda stagione è avvenuto dunque il 4 aprile 2014, con il titolo di Stardust Crusaders. Il 20 giugno 2014 è stato annunciato che la serie sarebbe durata per un anno, concludendosi il 19 giugno 2015 con la puntata numero 48. Le sigle introduttive s'intitolano Stand Proud di Jin Hashimoto e JoJo sono chi no kioku ~end of THE WORLD~ di Tominaga, Coda e Hashimoto, accreditati come il gruppo JO☆STARS ~TOMMY,Coda,JIN~, mentre le sigla di chiusura adottate sono il singolo del 1986 Walk like an Egyptian delle The Bangles e il brano del 1987 del Pat Metheny Group Last Train Home.
L'adattamento del quarto arco narrativo, Diamond is Unbreakable, è stato annunciato il 24 ottobre 2015 e ha debuttato in Giappone il 1º aprile 2016, concludendosi in 39 puntate il 23 dicembre 2016. Questa stagione è la prima a essere resa disponibile in simulcast da Dynit sulla web TV VVVVID. Le sigle di apertura sono Crazy Noisy Bizarre Town dei The DU, Chase dei batta e Great Days di Karen Aoki e Daisuke Hasegawa, mentre la sigla di chiusura è il singolo del 1996 dei Savage Garden I Want You.
Il 22 giugno 2018 è stata annunciata la trasposizione anime della quinta parte, Vento Aureo, terminata il 28 luglio 2019.
Durante l'evento live JoJo's Bizarre Adventure the Animation Special Event: Joestar Inherited Soul, tenutosi il 4 aprile 2021, Araki ha annunciato l'adattamento anime della sesta serie Stone Ocean.

### Light novel
Sono state pubblicate diverse light novel basate su Le bizzarre avventure di JoJo, ognuna scritta da un autore diverso ma tutte contenenti illustrazioni di Hirohiko Araki. La prima, basata sulla terza parte e intitolata semplicemente Le bizzarre avventure di JoJo (ジョジョの奇妙な冒険?, Jojo no kimyō na bōken), è stata scritta da Mayori Sekijima e Hiroshi Yamaguchi e pubblicata in Giappone il 4 novembre 1993. Il libro è composto da due racconti originali ambientati durante il viaggio di Jotaro e dei suoi compagni alla volta del palazzo di Dio, dove combattono contro tre nuovi portatori di Stand mai presentati nell'opera originale. Un'edizione italiana del romanzo è stata pubblicata in Italia da Kappa Edizioni il 5 dicembre 2003. La seconda light novel, Le bizzarre avventure di JoJo - Golden Heart, golden Ring (ジョジョの奇妙な冒険 II ゴールデンハート/ゴールデンリング?, JoJo no Kimyō na Bōken Tsū Gōruden Hāto/Gōruden Ringu), scritta da Gichi Ōtsuka e Miya Shōtarō e basata sulla quinta parte è stata pubblicata il 28 maggio 2001. La storia stavolta parla di Coniglio, una ragazza italiana portatrice di uno Stand chiamato The Cure, e di come sia rimasta coinvolta negli intrighi di Passione assieme all'apparente traditore Fugo Pannacotta. L'adattamento italiano è uscito per conto di Kappa Edizioni a novembre 2004.
Nel 2000 è stata data la notizia che l'autore Otsuichi avrebbe scritto un romanzo basato sulla quarta parte dell'opera. Il racconto si dimostrò difficile da completare; nell'edizione 2004 di Kono mystery ga sugoi!, Otsuichi dichiarò di aver scritto oltre 2000 pagine, ma di averle buttate tutte via. Deciso a scrivere una light novel che potesse essere all'altezza del manga, riuscì a completare la stesura del testo solo nel 2007. L'opera è stata intitolata The Book: JoJo's bizarre adventure 4th another day ed è stata messa in commercio il 26 novembre 2007. Il libro si sviluppa in tre storie parallele che lentamente si incrociano: la vita del portatore di Stand Takuma, in grado di ricordare qualunque esperienza abbia vissuto, la storia di Akari, rimasta per un anno tenuta prigioniera nello spazio tra due palazzi, e le indagini intraprese da Josuke e compagni per risolvere un misterioso caso di omicidio, narrate dal punto di vista di Koichi.
Nell'aprile 2011 è stato annunciato che Nisio Isin, Kōhei Kadono e Ōtarō Maijō erano impegnati ognuno nella stesura di un adattamento de Le bizzarre avventure di JoJo in occasione dell'anniversario dei 25 anni dall'inizio dell'opera. Il romanzo di Kadono, intitolato Purple Haze Feedback (恥知らずのパープルヘイズ?, Hajishirazu no pāpuru heizu) è stato pubblicato il 16 settembre 2011 ed è basato sulla quinta parte, narrando la "redenzione" di Pannacotta Fugo sei mesi dopo aver abbandonato i suoi compagni durante la serie. Quello di Isin è uscito il 16 dicembre 2011, contenente il diario dell'antagonista della serie Dio Brando e intitolato JoJo's Bizarre Adventure Over Heaven. L'adattamento di Maijō, JORGE JOESTAR, è stato pubblicato il 19 settembre 2012. Racconta due storie parallele: quella di George Joestar II, figlio di Jonathan e padre di Joseph, durante la sua infanzia a La Palma dove è conosciuto come "Jorge Joestar" e quella di Joji Joestar, sua versione alternativa, un detective impegnato nel risolvere il mistero di un'isola mobile, che lo porterà in seguito a scontrarsi contro un redivivo Dio Brando accompagnato da versioni alternative di personaggi già noti, il Kars originale e tanti altri. Interessante notare come gli Stand qui prendano il nome da film e serie TV e non da canzoni.

### Videogiochi
Sono stati prodotti numerosi videogiochi su Le bizzarre avventure di JoJo, segue un elenco dei titoli più significanti:
| Anno | Nome                                              | Genere      | Sviluppo / Pubblicato        |
| ---- | ------------------------------------------------- | ----------- | ---------------------------- |
| 1993 | JoJo's Bizarre Adventure                          | JRPG        | WinkySoft; Cobra Team        |
| 1998 | JoJo's Bizarre Adventure: Heritage for the Future | Picchiaduro | Capcom; Virgin Interactive   |
| 1999 | JoJo's Venture                                    | Picchiaduro | Capcom; Virgin Interactive   |
| 2002 | Jojo's Bizarre Adventure: Golden Wind             | Picchiaduro | Capcom; Virgin Interactive   |
| 2006 | JoJo's Bizarre Adventure: Phantom Blood           | Picchiaduro | Anchor Inc.; Namco Bandai    |
| 2013 | JoJo's Bizarre Adventure: All Star Battle         | Picchiaduro | CyberConnect2; Namco Bandai  |
| 2014 | J-Stars Victory Vs                                | Picchiaduro | Spike Chunsoft; Namco Bandai |
| 2016 | JoJo's Bizarre Adventure: Eyes of Heaven          | Picchiaduro | CyberConnect2; Namco Bandai  |
| 2019 | JoJo's Bizarre Adventure: Last Survival           | Picchiaduro | Historia; Namco Bandai       |
| 2019 | Jump Force                                        | Picchiaduro | Spike Chunsoft; Namco Bandai |
| 2022 | JoJo's Bizarre Adventure: All Star Battle R       | Picchiaduro | CyberConnect2; Namco Bandai  |

Il primo è stato un gioco di ruolo basato sulla terza serie e pubblicato per Super Nintendo Entertainment System nel 1993. Sempre dalla terza serie, la Capcom ha sviluppato nel 1993 un picchiaduro arcade intitolato JoJo's Bizarre Adventure e distribuito come JoJo's Venture al di fuori del Giappone. JoJo's Bizarre Adventure: Heritage for the Future, una versione aggiornata del gioco, è stata pubblicata l'anno seguente. Il videogioco arcade originale è stato poi trasposto per console PlayStation e Sega Dreamcast nel 1999 e un'edizione in alta definizione è stata pubblicata per PlayStation Network e Xbox Live Arcade nell'agosto del 2012. Un terzo videogioco Capcom, basato sulla quinta serie ed intitolato Jojo no kimyō no bōken ōgon no kaze (ジョジョの奇妙な冒険 黄金の旋風? lett. "Le bizzarre avventure di GioGio: Vento Aureo"), è stato messo in commercio per PlayStation 2 il 25 luglio 2002. Questo gioco non è stato esportato in Europa per via degli espliciti riferimenti a nomi di gruppi musicali e il rifiuto di Araki di modificare i nomi in questione per evitare provvedimenti legali. Anche l'annuncio della pubblicazione del gioco negli Stati Uniti non è stato seguito da azioni concrete.
In previsione dell'uscita nelle sale cinematografiche giapponesi del film JoJo's Bizarre Adventure: Phantom Blood (ジョジョの奇妙な冒険 ファントムブラッド?) è stato distribuito dal 26 ottobre 2006 un videogioco tie-in per PlayStation 2. Esso consiste in un gioco che mescola elementi d'azione e di avventura, con una storia basata sul primo arco narrativo. Araki ha verificato di persona la qualità del gioco e la sua fedeltà alla storia originale. L'uscita del videogioco è coincisa con il 25º anniversario dall'inizio della carriera di Hirohiko Araki e il gioco include un disco extra per le celebrazioni del 20º anno di pubblicazione di JoJo. Per il venticinquesimo anniversario della serie è stato sviluppato un picchiaduro per PlayStation 3 intitolato JoJo's Bizarre Adventure: All Star Battle, prodotto da CyberConnect2 e pubblicato da Bandai Namco Holdings. Per promuovere l'uscita del videogioco in Giappone è stato allestito un treno speciale lungo la linea Yamanote, con interni ed esterni decorati in stile Le bizzarre avventure di JoJo e video promozionali del gioco trasmessi sugli schermi interni. Il videogioco è stato pubblicato in patria il 29 agosto 2013, mentre la sua uscita europea è avvenuta il 25 aprile 2014. Una versione rimasterizzata e con contenuti aggiuntivi intitolata JoJo's Bizarre Adventure: All Star Battle R verrà pubblicata a fine 2022 per PlayStation 4, PlayStation 5, Xbox One, Xbox Series X, Nintendo Switch e Microsoft Windows. Un ulteriore picchiaduro, intitolato JoJo's Bizarre Adventure: Eyes of Heaven (ジョジョの奇妙な冒険 アイズオブヘブン?, JoJo no kimyō na bōken Aizu Obu Hebun), prodotto sempre da CyberConnect2 e distribuito da Bandai Namco per PlayStation 3 e PlayStation 4, è stato pubblicato il 17 dicembre 2015 in Giappone, il 28 giugno 2016 in Nord America e il 1º luglio 2016 in Europa. Il gioco si articola in scontri uno contro uno o due contro due in vaste arene tridimensionali e permette di controllare personaggi di tutte e otto le serie del manga.
Alcuni personaggi di JoJo — Joseph Joestar, come personaggio giocabile; Santana e Speedwagon, in ruoli cameo — sono comparsi nel gioco del 1989 Famicom Jump: Hero Retsuden (ファミコンジャンプ 英雄列伝?, Famikon Janpu Hīrō Retsuden), un crossover di Bandai sulle serie di Weekly Shōnen Jump. Il suo seguito Famicom Jump II: Saikyō no Shichinin (ファミコンジャンプII 最強の7人?, Famikon Janpu Tsū Saikyō no Shichinin), pubblicato nel 1991, presenta Jotaro Kujo tra i personaggi giocabili, mentre Joseph, Avdol, Kakyoin e Polnareff fanno delle apparizioni. Altre apparizioni dei personaggi della serie si sono ripetute nel videogioco crossover Jump Super Stars del 2005 e nel suo sequel Jump Ultimate Stars. Tra i personaggi giocabili compaiono infatti Jotaro Kujo e Dio Brando. Ultimo in ordine di tempo, il videogioco del 2014 J-Stars Victory Vs permette al giocatore di vestire i panni di Jonathan o Joseph Joestar. Jotaro Kujo e Dio Brando compaiono come personaggi giocabili anche in Jump Force insieme a Giorno Giovanna.

### Film live action
Il 4 agosto 2017 è uscito nelle sale giapponesi JoJo's Bizarre Adventure: Diamond Is Unbreakable Chapter I, adattamento in live action della quarta serie Diamond Is Unbreakable, per la regia di Takashi Miike.

### Altre opere derivate
Esistono almeno due racconti brevi di Araki dedicati a JoJo: Deadman's Questions (ambientata in un "bizzarro" aldilà, il protagonista è il defunto Yoshikage Kira della quarta serie) e Così parlò Rohan Kishibe (ambientata in Italia; il protagonista è Rohan Kishibe, personaggio sempre della quarta serie), contenuti in Under Execution, Under Jailbreak.

## Accoglienza

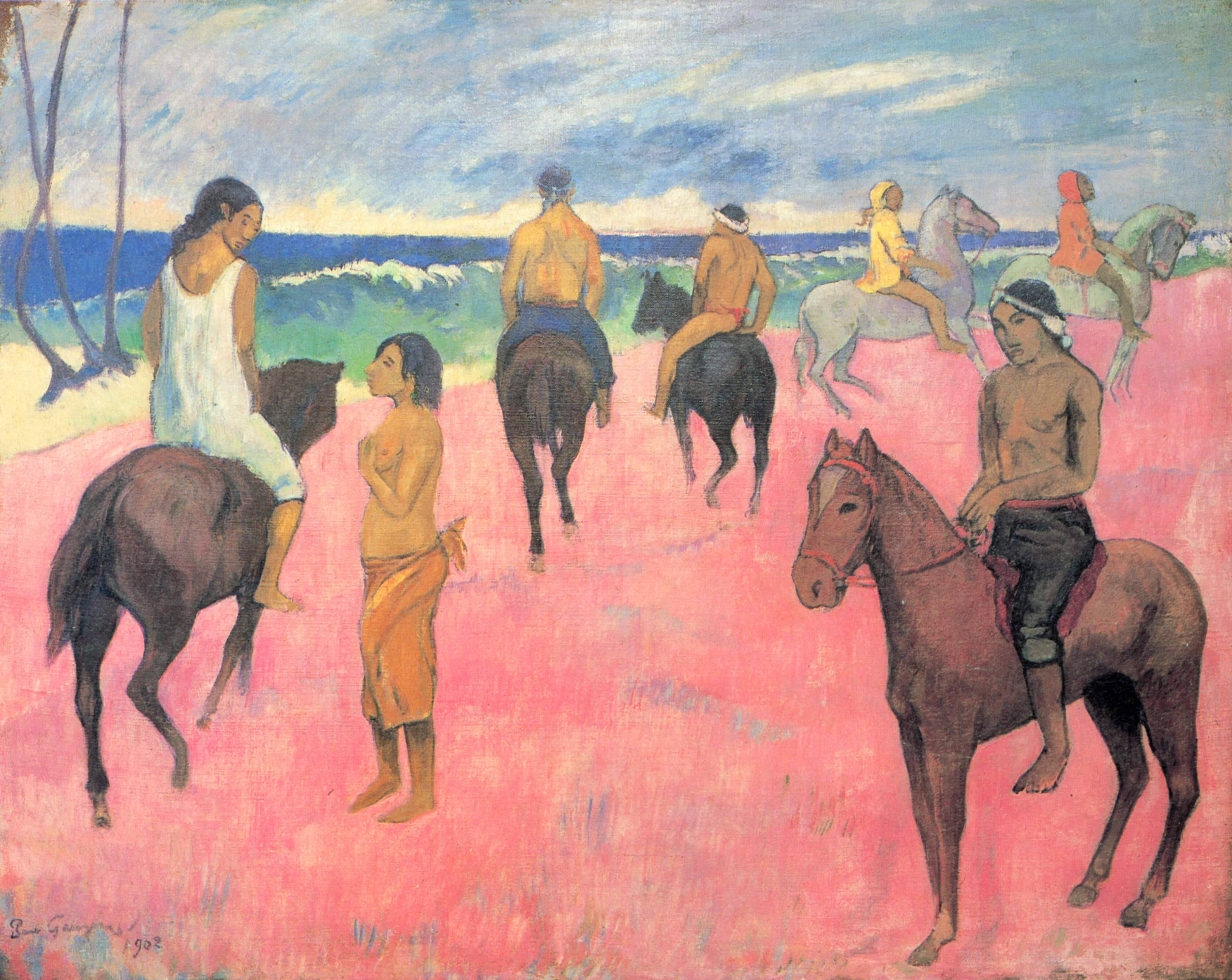
Araki trae ispirazione dall'arte occidentale, come le opere di Paul Gauguin, che gli hanno dato l'idea di usare colori inusuali nella sua opera.

Le bizzarre avventure di JoJo ha venduto oltre 80 milioni di copie nel solo Giappone e costituisce una delle serie di maggior successo commerciale mai pubblicata su Weekly Shōnen Jump. Il sito IGN ha dichiarato la serie un must read e lo stile di uno «standard virtualmente scomparso nella maggior parte dei manga prodotti al giorno d'oggi». Alla decima edizione del Japan Media Arts Festival, nel 2006, il pubblico giapponese ha eletto Le bizzarre avventure di JoJo al secondo posto nella lista dei migliori 10 manga di tutti i tempi. JoJo si è classificato al decimo posto nel sondaggio condotto da Oricon sulle serie manga di cui i fan desiderano maggiormente un adattamento live action.
Jason Thompson gli assegna quattro stelle su quattro e lo definisce "il capolavoro di un artista altamente originale". Egli sottolinea inoltre che lo stile del manga, pur non potendo essere definito "bello", evita la rigidità tipica di altre opere degli anni ottanta. Altri aspetti che hanno ricevuto elogi da parte del critico sono il clima di suspense e di vero e proprio "terrore" che pervade la storia, i dialoghi e la trama sostenuta.
L'edizione di ottobre 2012 di Ultra Jump aveva in allegato un opuscolo speciale intitolato 25 Years With JoJo, per il 25º anniversario della serie, che contiene messaggi e disegni dedicati a JoJo, realizzati da altri mangaka di successo, come Akira Toriyama, Yoshihiro Togashi, Eiichirō Oda, CLAMP e molti altri.
Nel sondaggio Manga Sōsenkyo 2021 indetto da TV Asahi, 150 000 persone hanno votato la loro top 100 delle serie manga e Le bizzarre avventure di JoJo si è classificata al 10º posto.

### Controversie
Nel maggio del 2008 Shueisha e Studio APPP interruppero la distribuzione del manga e degli OAV de Le bizzarre avventure di JoJo a livello mondiale per via di una serie di proteste da parte del pubblico musulmano. In particolare veniva accusata una scena del sesto episodio dell'anime, "Le nebbie della vendetta", in cui Dio Brando tiene in mano e legge dei passi da una copia del Corano mentre dà ordine di uccidere Jotaro Kujo. Tale scena è presente solo negli OAV, mentre nel manga originale il testo in questione presenta dei caratteri illeggibili. In un comunicato pubblicato il 22 maggio Shueisha e Studio APPP si scusarono per l'accaduto e si impegnarono a rimuovere le parti incriminate da tutte le pubblicazioni successive. Nonostante il manga non contenesse questa scena, ad Araki venne chiesto comunque di ridisegnare alcune scene in cui i personaggi combattono in prossimità di moschee, danneggiandole. Stardust Crusader venne dunque ristampato e pubblicato in Giappone a partire da febbraio 2009. L'interruzione delle pubblicazioni del manga a livello internazionale ha influenzato anche l'edizione italiana, facendo slittare l'uscita della ristampa Star Comics delle prime tre parti di diversi mesi.

## Influenza culturale

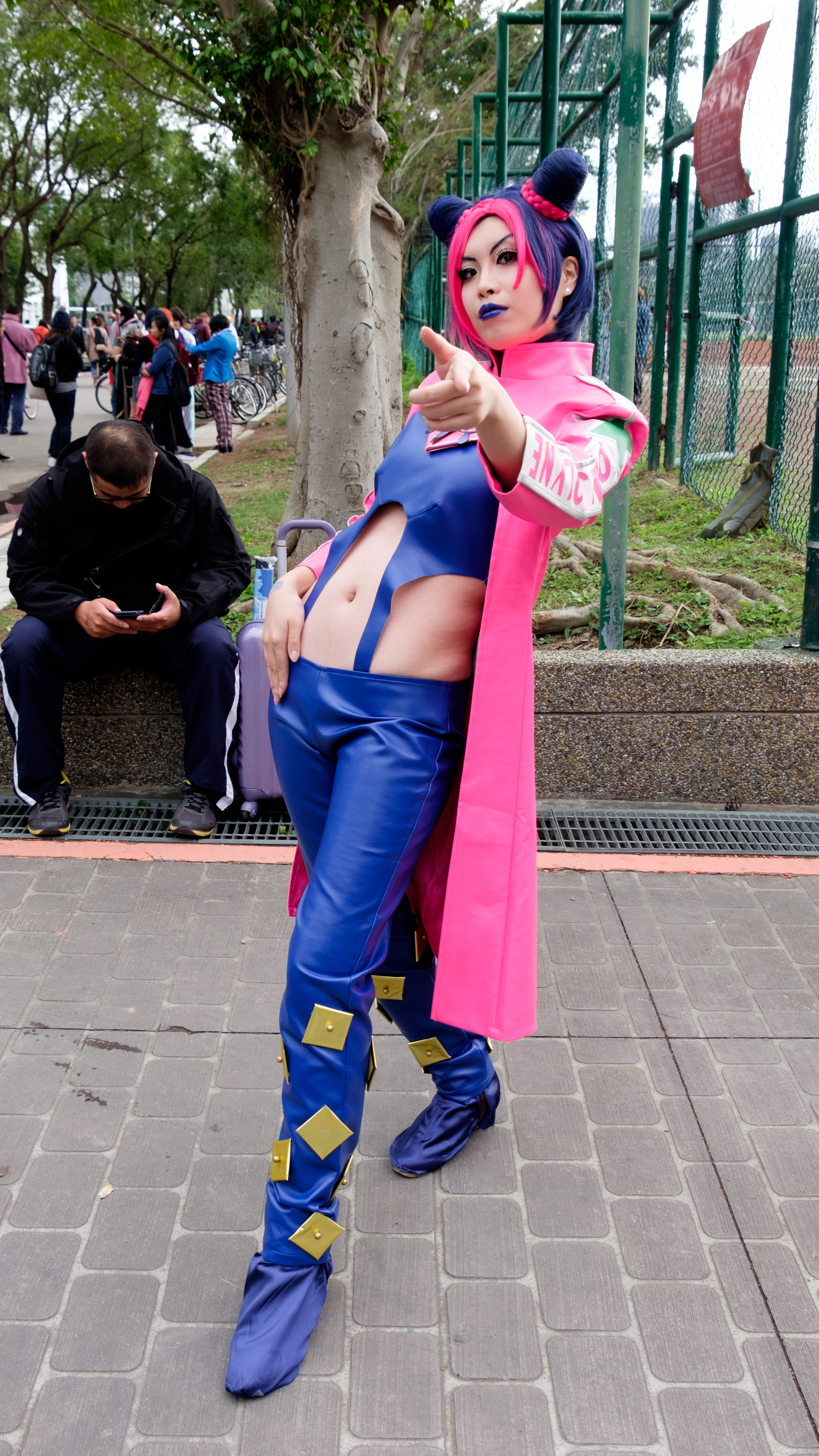
Cosplayer di Jolyne Kujo in posa JoJo

Le caratteristiche e l'originalità dell'opera di Araki — soprattutto il concetto di poteri come gli stand — hanno profondamente influenzato molte opere successive.

### Le "JoJo pose"
I personaggi de Le bizzarre avventure di JoJo assumono spesso posizioni insolite e innaturali, generalmente ispirate da riviste di moda, diventate oggetto di numerose imitazioni da parte dei fan, che hanno iniziato a riferirsi a esse come "pose JoJo" (ジョジョ立ち?, JoJo dachi). Le pose JoJo hanno guadagnato rapidamente una grande popolarità in Giappone, dove gli appassionati organizzano periodicamente raduni e flash mob imitando le pose più disparate. Il termine stesso è stato incluso nell'Enciclopedia delle parole contemporanee (現代用語の基礎知識?, Gendai yōgo no kiso chishiki) e anche Araki ha partecipato al fenomeno, scattando una foto che lo ritrae in una posa JoJo. Tra le celebrità che hanno omaggiato la serie interpretando pose JoJo vi sono: Kyary Pamyu Pamyu, grande appassionata del manga che ha addirittura chiamato il proprio cane "Jojo"; Shōko Nakagawa, che ha partecipato a un'intervista ad Hirohiko Araki, vestita da Jotaro Kujo; Yuka Kashino delle Perfume, che ha dichiarato di essere una fan di JoJo e che ha coinvolto le sue compagne nel creare coreografie ispirate a pose JoJo durante i loro video e spettacoli.

### Nei meme
L'opera ha profondamente influenzato anche i meme attraverso i social: una popolare frase di internet è infatti Is This a JoJo Reference? (lett. "È un riferimento a JoJo?"), che diventò virale dal 2009 dopo che un utente di 4chan la utilizzò per commentare un post; da allora il termine "JoJo Reference" viene attribuito a ogni citazione o battuta famosa riguardante il manga o l'anime estrapolata dal contesto originario.